# آرتور والی

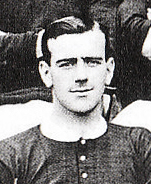
آرتور والی در سال ۱۹۱۱

آرتور والی (انگلیسی: Arthur Whalley؛ ۱۷ فوریهٔ ۱۸۸۶ – ۲۳ نوامبر ۱۹۵۲) یک بازیکن فوتبال اهل انگلستان بود.
از باشگاه‌هایی که در آن بازی کرده‌است می‌توان به باشگاه فوتبال منچستر یونایتد و باشگاه فوتبال بلکپول اشاره کرد.